# مرسيدس بنز الفئة إس

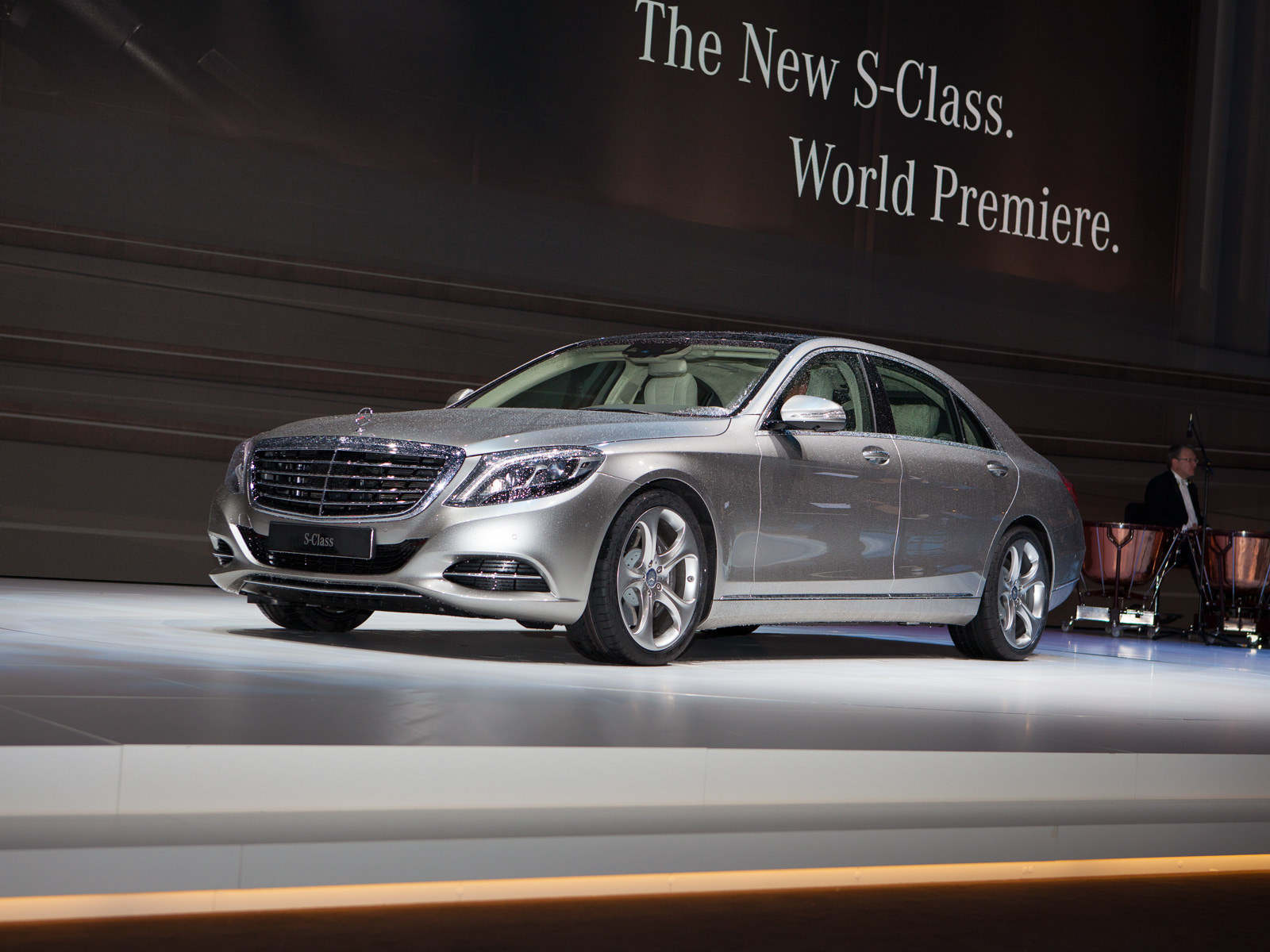
أخر طراز من الفئة إس: سلسلة الإنتاج W 222

مرسيدس بنز الفئة إس، (عُرفت سابقًا باسم Sonderklasse باللغة الألمانية تعني «فئة خاصة» وتُختصر باسم "S-Klasse")، هي سلسلة من السيارات الرائدة الفاخرة كاملة الحجم تنتجها شركة مرسيدس-بنز الألمانية لصناعة السيارات، إحدى أقسام شركة دايملر. طُرحت الفئة إس رسمياً لأول مرة في عام 1972 مع الطراز W116 وقد ظلت قيد الاستخدام منذ ذلك الحين.
تمثل الفئة S فئة سيارات السيدان وكوبيه الفاخرة لدى مرسيدس. في خريف عام 1972 كانت ولادة الفئة S بظهور السلسلة 116، حيث كانت هي سلسلة الإنتاج الأولى من الفئة S. وكان قبل ظهور هذه السلسلة تُسمى الطِررازات الآخرة من مرسيدس بالفئة S.
سيارة الكوبيه من الفئة S والتي ظهرت لأول مرة في سلسلة الإنتاج 126، انتقلت اعتباراً من خريف عام 1992 إلى سلسلة C 140) ثم من عام 1999 إلى عام 2014 إلى سلسلة C 215 بطريقة أكثر استقلالية لتحمل منذ منتصف عام 1996 اسم CL-Klasse. منذ منتصف عام 2014 تم تسويق C 217 مرة أخرى باسم الفئة S كوبيه (S-Klasse Coupé)، لكن الاستقلال الذاتي البصري للكوبيه ظل كما هو في صناعة السيارات.

## المصطلح الفئة إس

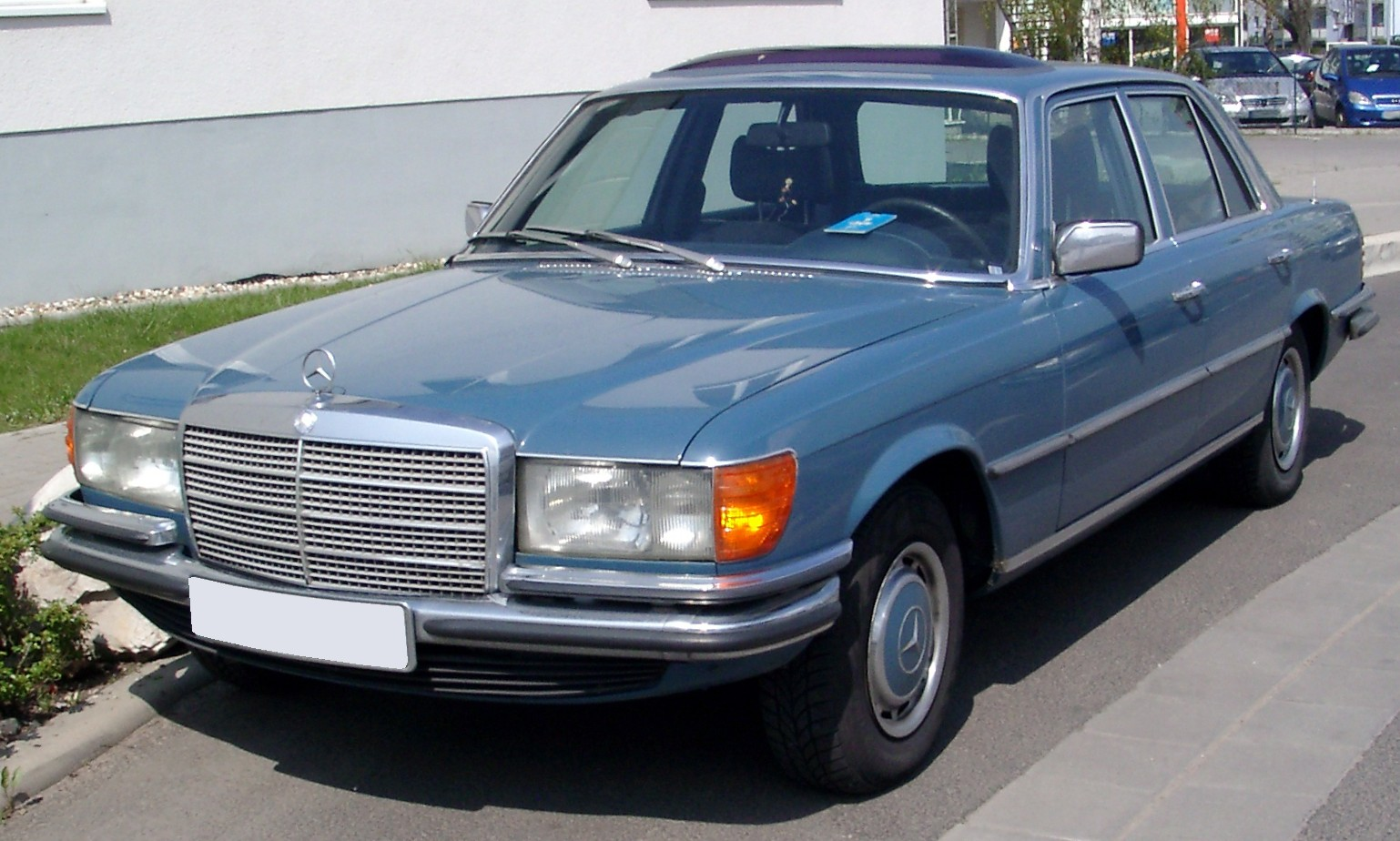
مرسيدس فئة إس W116

مع إطلاق السلسلة 116 في سبتمبر/أيلول 1972 تم الإشارة في كتيبات «الفئة إس» (Sonderklasse)، إلى أن السلف - السلسلة 108/109 W- هو «الجيل القديم من الفئة S»، وصفت مرسيدس-بنز الطرز W 108/109 بأنها «الولادة الفعلية للفئة S، حتى وإن لم يكن يُطلق عليها هذه التسمية في ذلك الوقت.» (اقتباس من الفيديو الترويجي لعرض السلسلة 221). كتب هاري نيمان في "Illustrierten Chronik der Daimler-Benz AG": «على الرغم من أن الاسم تم استخدامه رسميًا منذ عام 1972 مع إطلاق السلسلة 116، إلا أن السلسلة 250 S إلى السلسلة 300 SEL (من عام 1965 إلى عام 1972) تعتبر الجيل القديم للفئة إس».
تميزت السلسلة 220 (1998-2005) من بين مزايا أخرى -باستثناء الطراز S 600، الذي كان متوفر على وجه الحصر بنظام التعليق الصلب (Active Body Control المعروف اختصاراً ب ABC)- بنظام تعليق هوائي قياسي. والذي يعتبر نظام متقن وقوي جداً.
تم تقديم الطراز B6/B7 من سلسلة الإنتاج (W221) كأداة حماية خاصة من فئة السيارات المصفحة.
كما يوجد سيارة ليموزين من سلسلة الإنتاج (W221) من طراز (S 600 Pullman Guard). وهي متوفرة فقط بنظام التصفيح المذكور أعلاه.
لسنوات عديدة كانت الفئة S السيارة الأكثر مبيعاً من فئة السيارات الفاخرة في العالم وأوروبا وألمانيا. كانت هناك استثناءات (كالعادة في سوق السيارات) قرب نهاية وفي بداية دورة الطراز في السوق. مثالان على ذلك: في السوق الألمانية، تم بيع طرازات بي إم دبليو الفئة السابعة في عام 2004 أكثر من سيارات الفئة إس؛ وفي عام 2012 تم بيع سيارات بي إم دبليو الفئة السابعة وسيارات أودي إيه 8 أكثر من الفئة إس.
في عام 1993 عندما تم طرح W202 باسم الفئة سي تم عكس العُرف المستخدم في التسمية (أرقام يتبعها حروف)، لتبدأ بالحرف أو الحروف التي تحدد خط الإنتاج (اعتبارًا من أواخر عام 2017، A، B، C، CLA، CLS، E، G، GLA، GLC، GLE، GLS، S، SL، SLC، V، X قيد الاستخدام). ومنذ ذلك الحين تم تصنيف طرازات قاعدة العجلات الطويلة (المعروفة سابقًا باسم "SEL") والنماذج ذات الطول العادي (المعروفة سابقًا باسم "SE") لتحمل البادئة "S" بغض النظر عن الطول. على سبيل المثال تم تصنيف كل من 500SE و 500SEL الآن لتصيران S500/S500L.

## سلاسل الإنتاج
| الوصف         | زمن الإنتاج | الكمية    | السعر المبدئي (متضمن الضريبة) | السعر المبدئي بعد حساب التضخم بالدولار                                                                             | الطول       | العرض       | الارتفاع    | قاعدة العجلات | وزنها فارغة    |
| ------------- | ----------- | --------- | ----------------------------- | --- | ----------- | ----------- | ----------- | ------------- | -------------- |
| السلسلة W116: | 1972–1980   | 473.035   | 23.800 مارك                   | خطأ في استخدام {{تضخم}}: \|index=Germany (الوسيط 1) ليس مؤشرًا معترفًا به. دولار                                     | 4960 مليمتر | 1870 مليمتر | 1410 مليمتر | 2860 مليمتر   | 1660 كيلو غرام |
| السلسلة W126: | 1979–1991   | 818.036   | 35.900 مارك                   | 34624 دولار | 4995 مليمتر | 1820 مليمتر | 1407 مليمتر | 2850 مليمتر   | 1510 كيلو غرام |
| السلسلة W140: | 1991–1998   | 406.532   | 79.000 مارك                   | 76486 دولار | 5113 مليمتر | 1886 مليمتر | 1486 مليمتر | 3065 مليمتر   | 1890 كيلو غرام |
| السلسلة W220: | 1998–2005   | 484.683   | 113.000 مارك                  | 112329 دولار | 5038 مليمتر | 1855 مليمتر | 1444 مليمتر | 2965 مليمتر   | 1810 كيلو غرام |
| السلسلة W221: | 2005–2013   | > 500.000 | 72.000 دولار                  | 71220 دولار | 5079 مليمتر | 1872 مليمتر | 1473 مليمتر | 3035 مليمتر   | 1880 كيلو غرام |
| السلسلة W222: | seit 2013   | > 350.000 | 80.000 دولار                  | خطأ في استخدام {{تضخم}}: \|start_year=2013 (parameter 3) is greater than آخر سنة متاحة (2009) in index "DE". دولار | 5116 مليمتر | 1899 مليمتر | 1494 مليمتر | 3035 مليمتر   | 1925 كيلو غرام |

## الطِرازات السلف

### «بونتون» (1954)
طُرحت سلسلة الإنتاج W180 لأول مرة في عام 1954 وهي أول تشكيلة من طرازات «بونتون» المرتبطة بأثر رجعي مع مرسيدس بنز الفئة إس. تميزت W180 بمحرك ست أسطوانات وكان منها السيدان والكوبيه والكشف، وتم إنتاجها حتى عام 1957. تشكيلة W128 اللاحقة التي تم تقديمها في منتصف إلى أواخر الخمسينيات كانت الأخيرة التي ارتبطت باسم "Ponton". ظهر منها الطرازات 220a و 219 (W105) و 220S و 220SE (سيدان وكوبيه وكابريوليه) مزودة بمحرك ست أسطوانات بسعة 2.2 لتر.

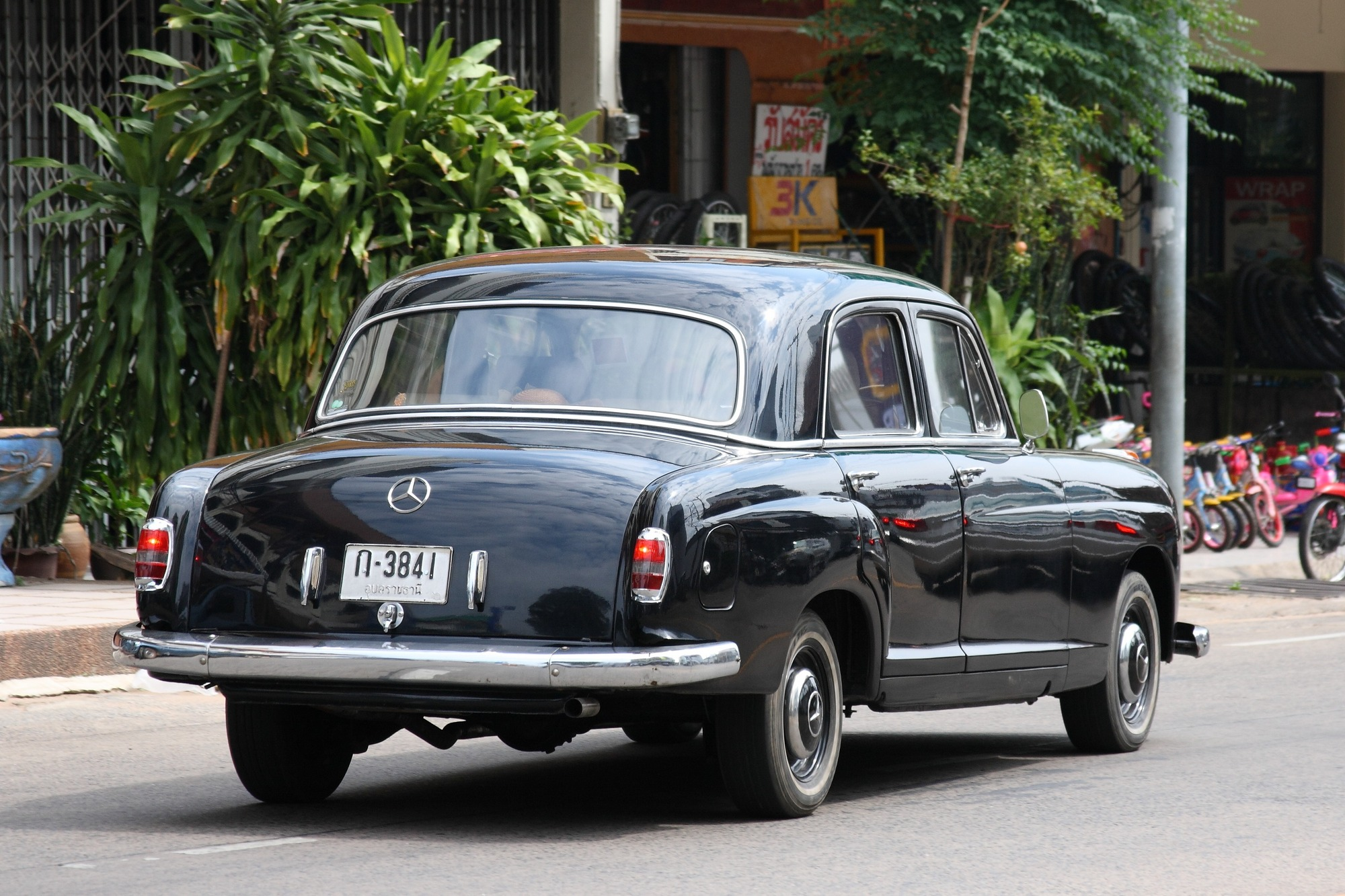
سيارة بونتون W180 من خمسينات القرن العشرين

تضمنت تشكيلة "Ponton" طرازات ذات أربع وست أسطوانات، لكن خطوط W180 و W128 ذات الست أسطوانات فقط تعتبر جزءًا من التسلسل الزمني لمرسيدس بنز الفئة S، لأنها كانت أقوى إصدارات "Ponton" المتوفرة.

### «فينتايل» (1959)
مرسيدس بنز زعنفة الذيل ((بالألمانية:  Heckflosse)) هو اسم مستعار غير رسمي يُعطى لمركبات مرسيدس بنز المميزة بذيل خلفي. على الرغم من أنه لم يُصمم رسميًا لهذا الغرض - ادعت مرسيدس بنز أنها كانت سمة وظيفية وسمّتها Peilstege («خطوط الرؤية»)، مما يساعد على تحديد نهاية السيارة في مرآة الرؤية الخلفية. حلت سلسلة Fintail محل سلسلة Ponton.
تم تصميم الجزء الخارجي للأسواق الأوروبية وأمريكا الشمالية. كان W111 رمزًا للهيكل الممنوح لسياراتها ذات المستوى الأعلى، بما في ذلك سيارات السيدان ذات الأبواب الأربعة التي تم إنتاجها من 1959 إلى 1968، والكوبيه ذات البابين والسيارات المكشوفة من 1961 إلى 1971. أُعطي الرمز W111 فقط للسيارات بست أسطوانات بمحرك سعة 2.2 لتر. بينما أعطيت النسخة الفاخرة ذات المحركات الكبيرة بسعة 3 لتر رمز الهيكل W112. المركبات ذات مستوى الدخول مع محركات بأربع أسطوانات أُعطيت الرمز W110. تم تصميم جميع الإصدارات الثلاثة W110 و W111 و W112 سواء كانت ببابين أو أربعة أبواب على هيكل متطابق.

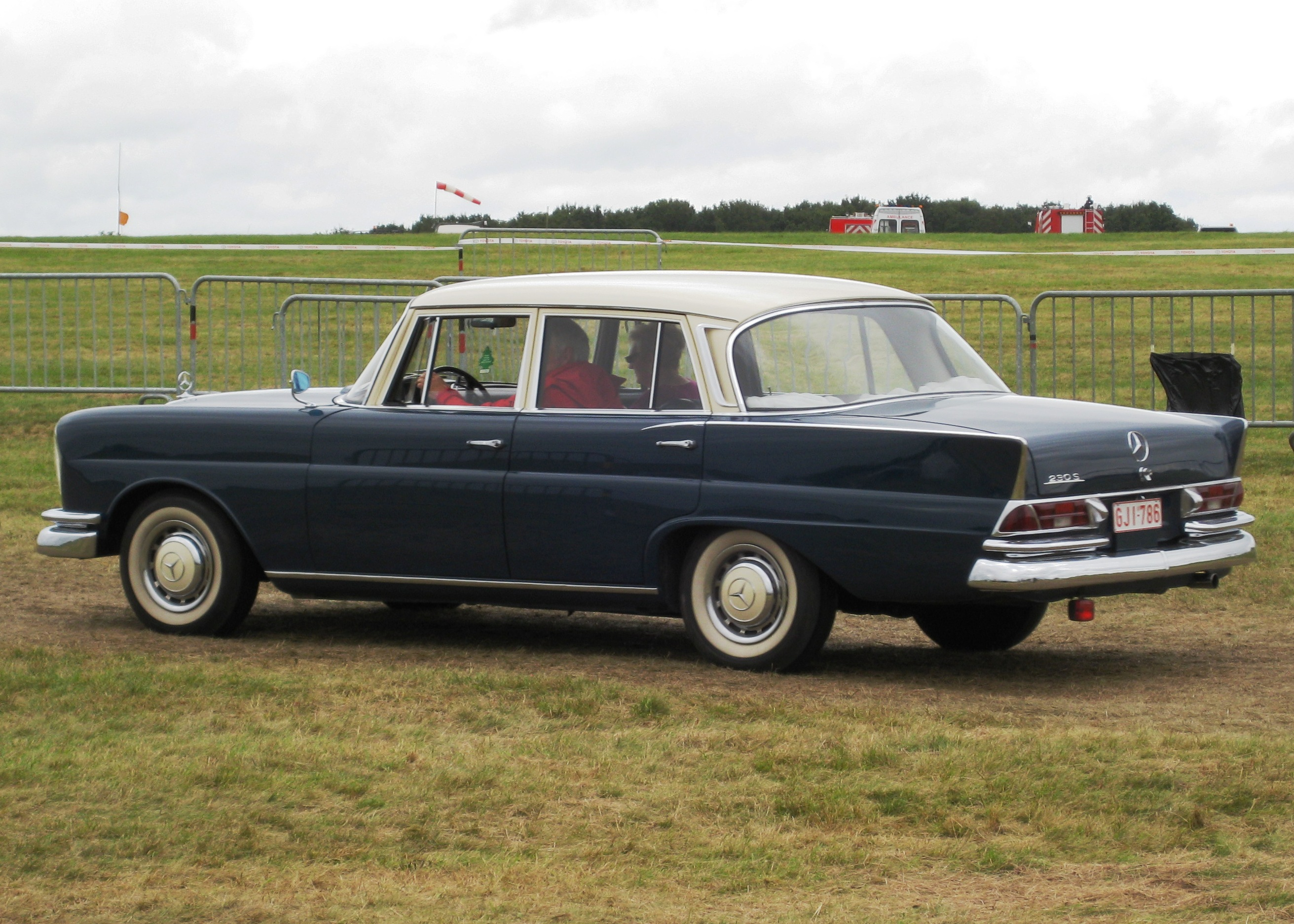
مرسيدس بنز 230S (بلجيكا)

### W108

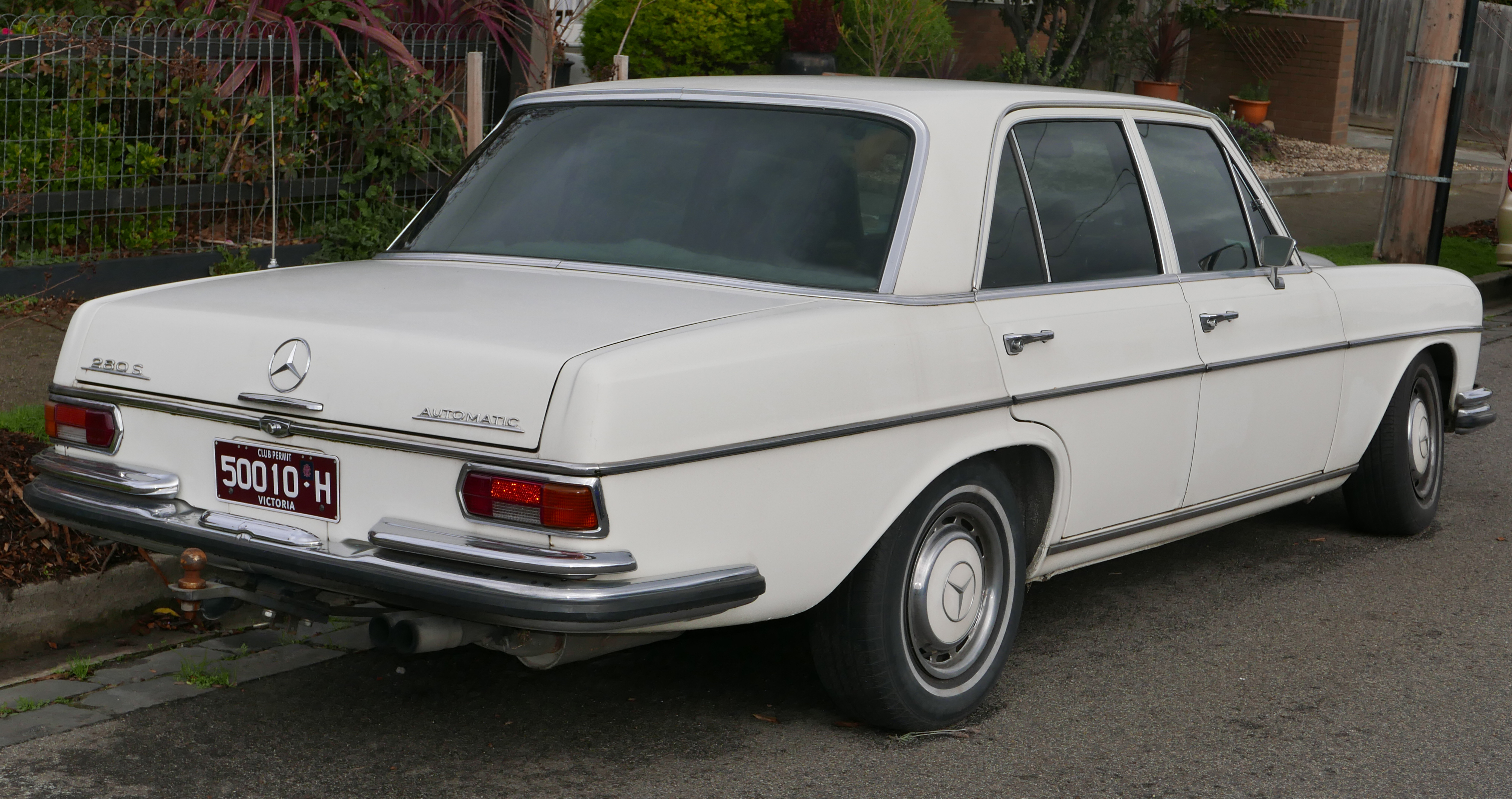
Mercedes-Benz 280 S

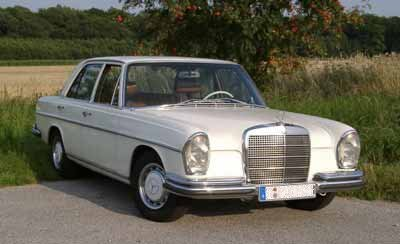
Late 1960s W108 line

## الجيل الثاني W126 (1980–1991)

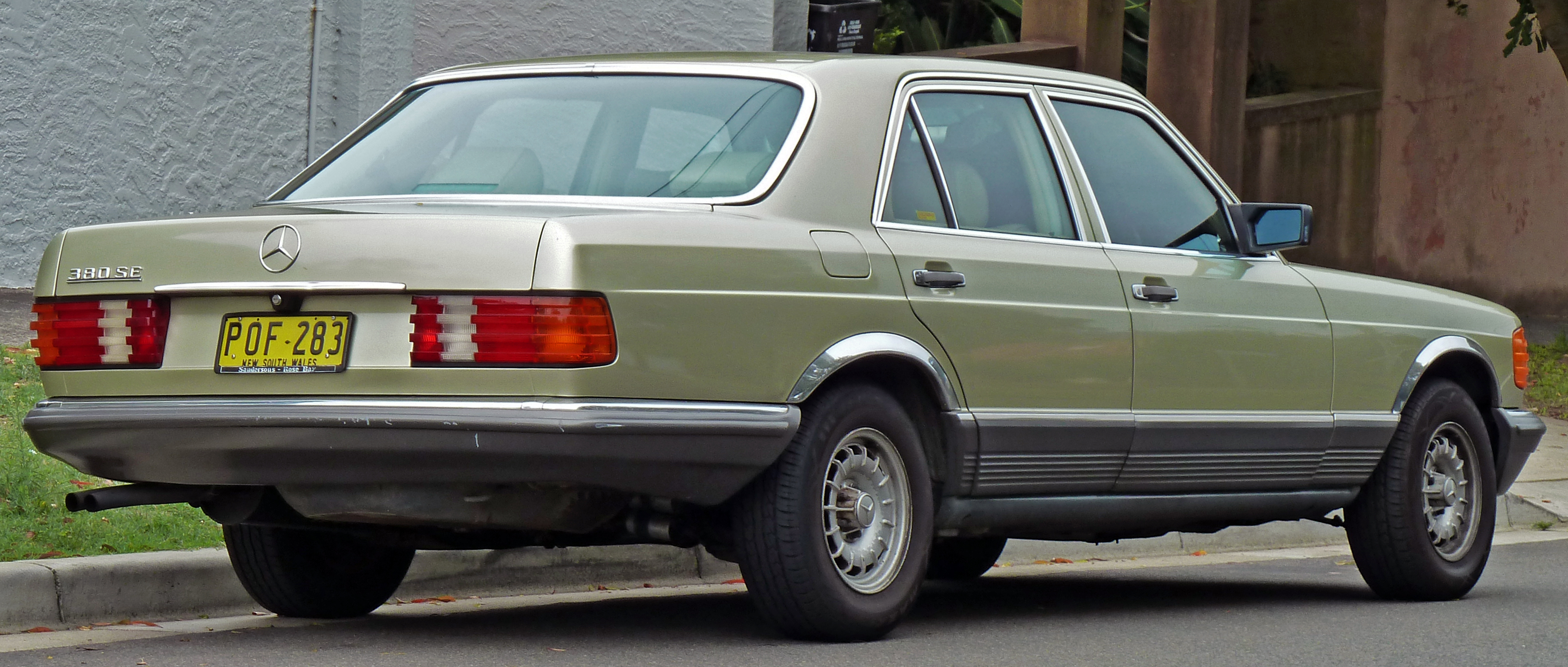
مرسيدس بنز 380 SE بقاعدة عجلات قصيرة

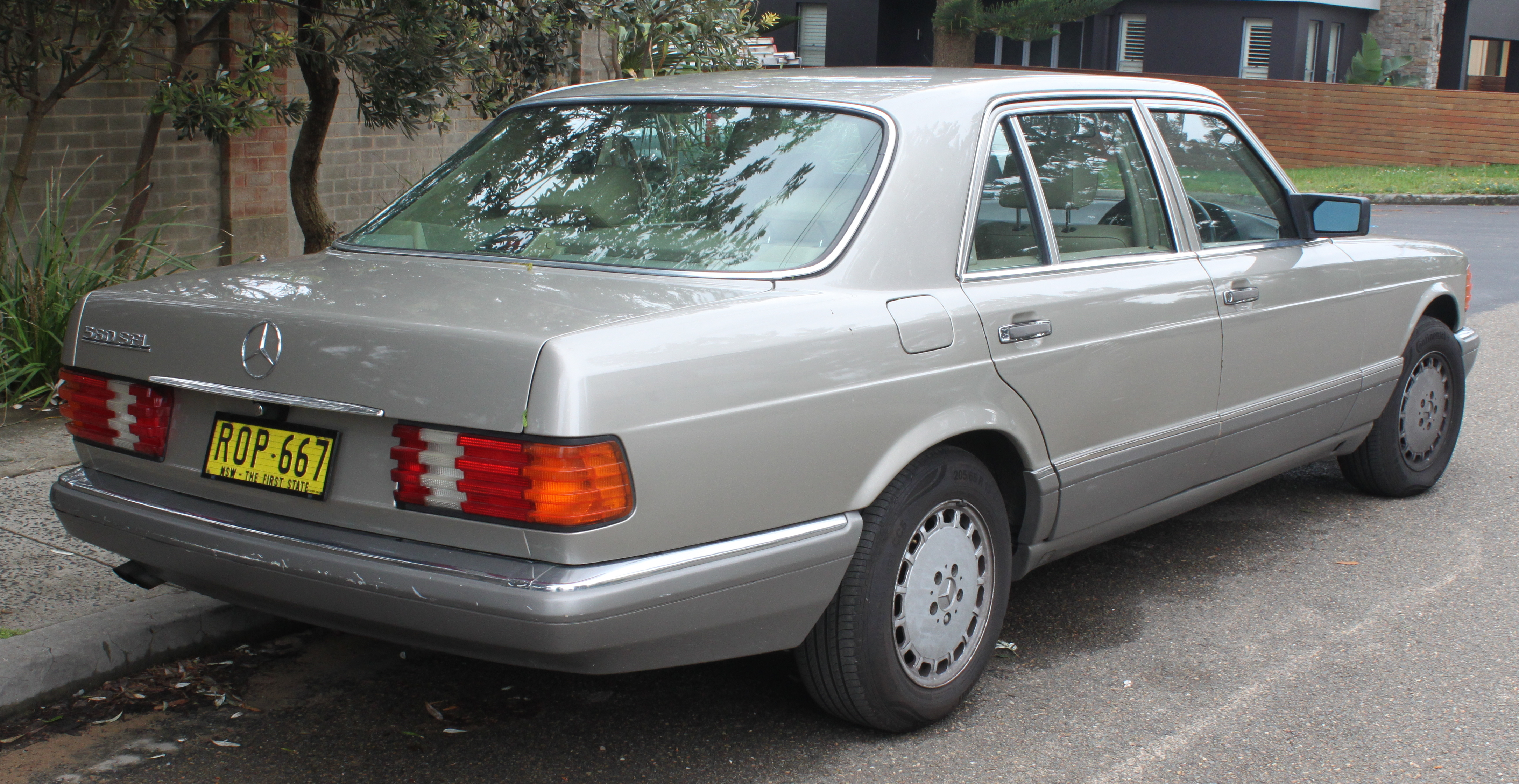
مرسيدس بنز 560 SEL بقاعدة عجلات طويلة

## الجيل الثالث W140/C140 (1991–1998)

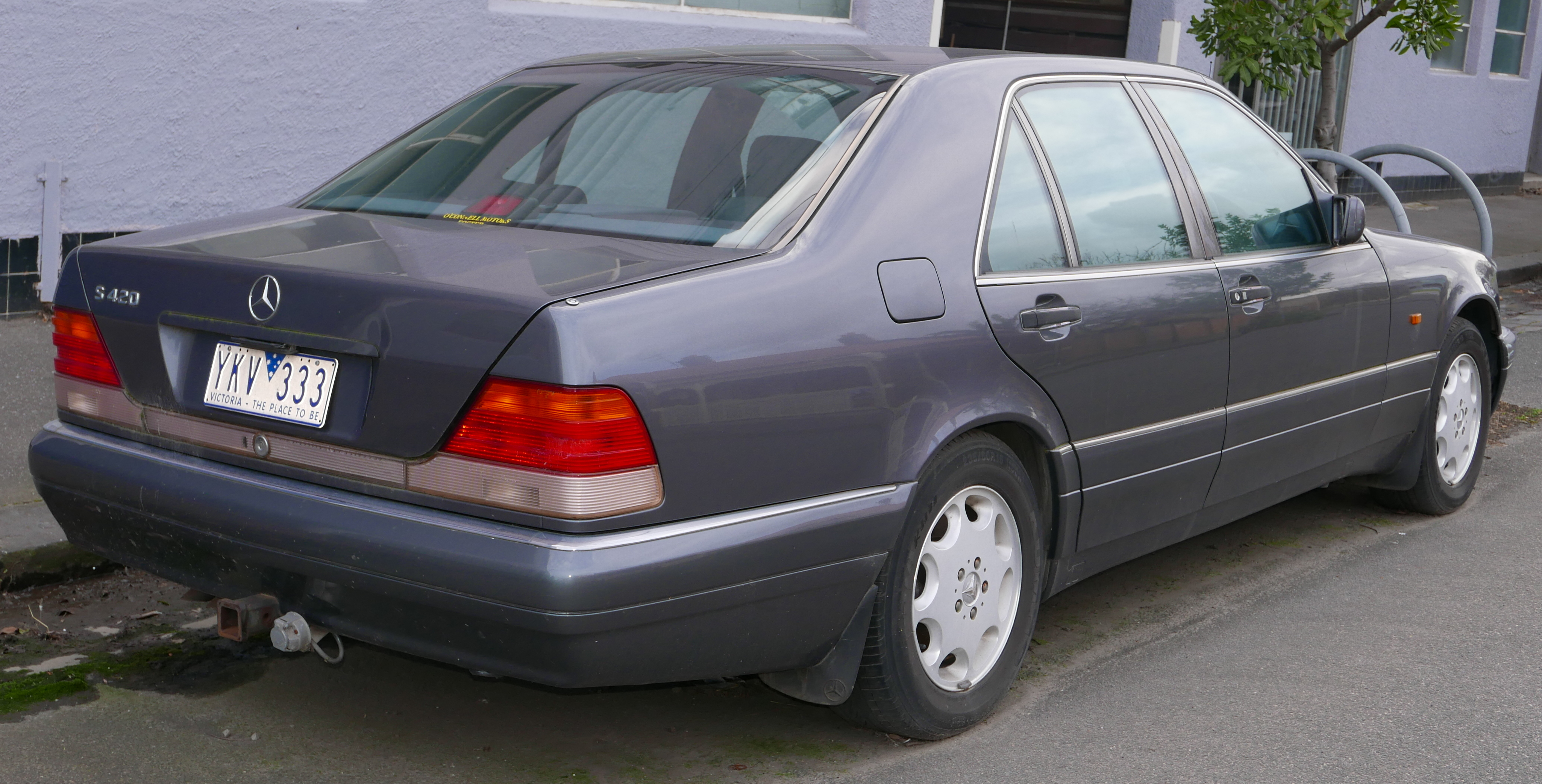
مرسيدس بنز S 420 بقاعدة عجلات قصيرة

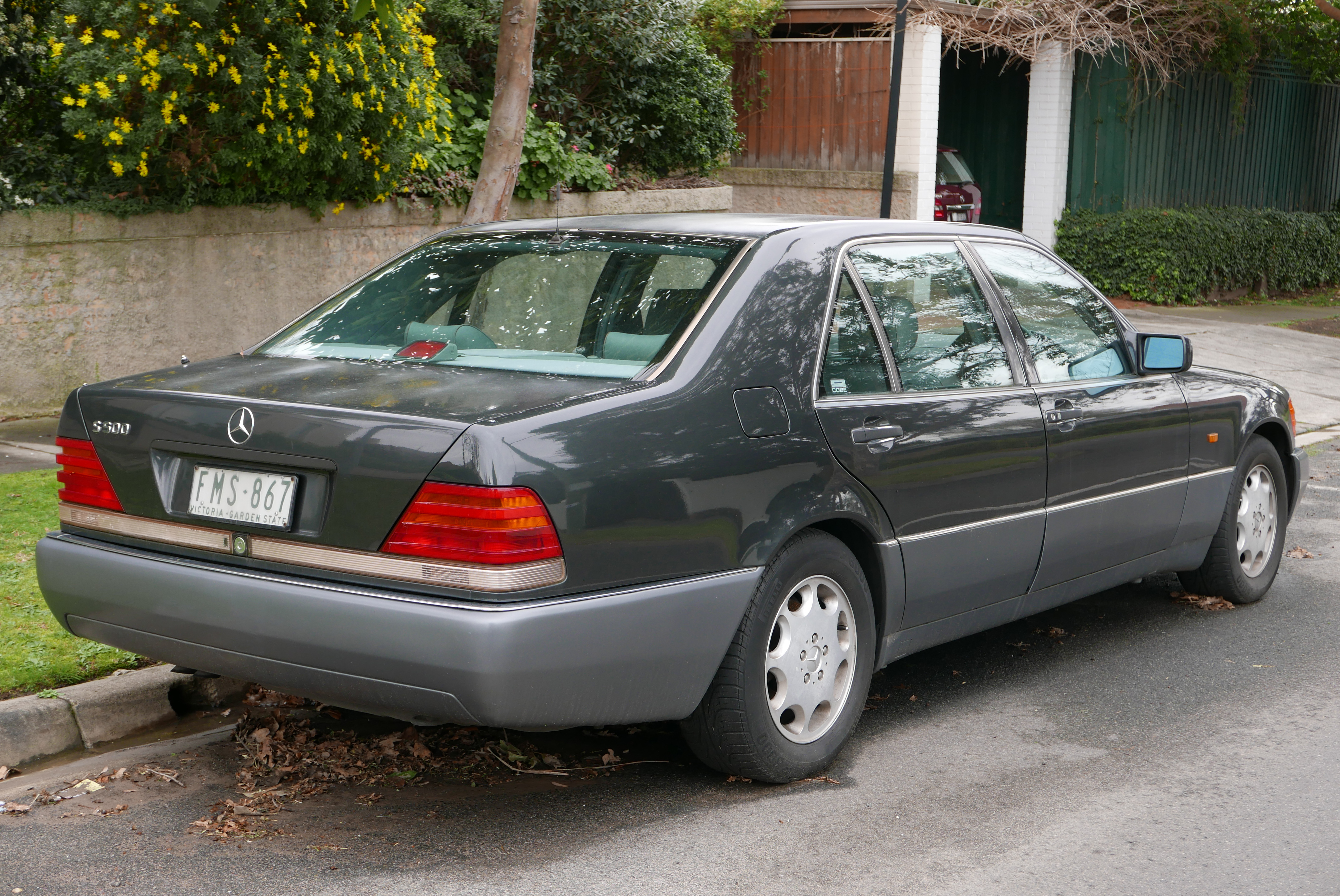
مرسيدس بنز S 500 بقاعدة عجلات طويلة

## الجيل الرابع W220 (1998–2005)

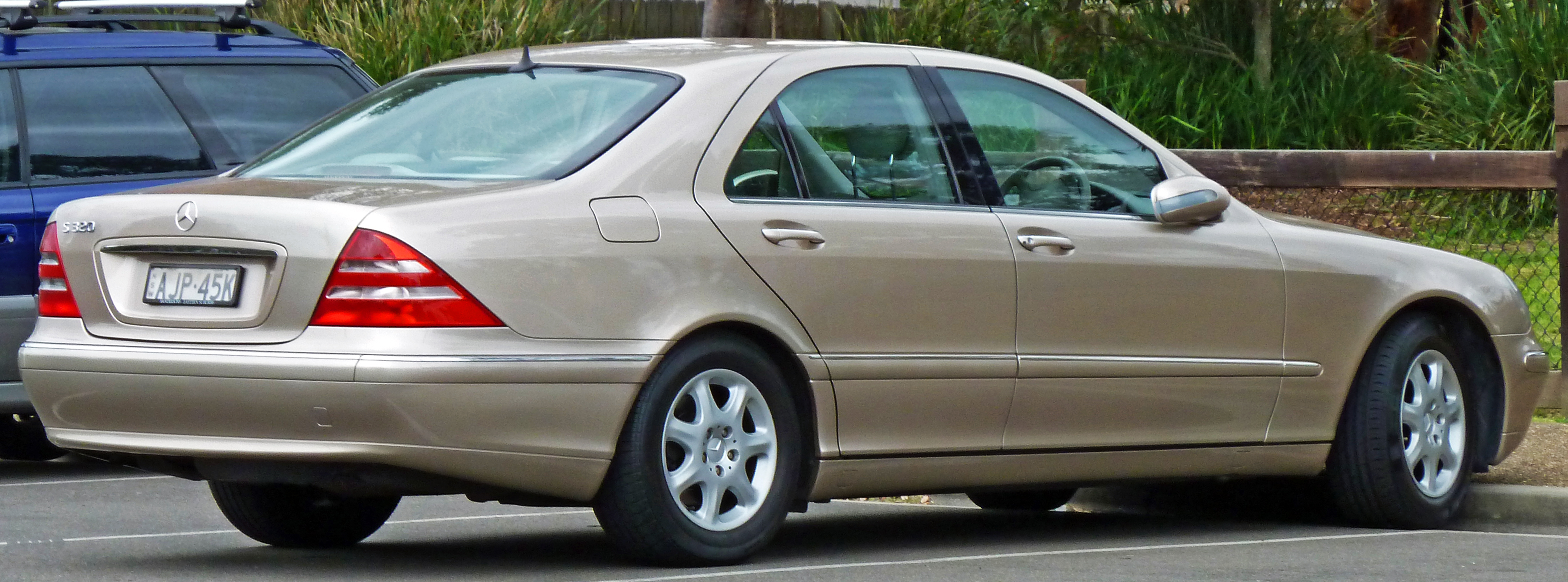
مرسيدس بنز S 320 بقاعدة عجلات قصيرة (أستراليا)

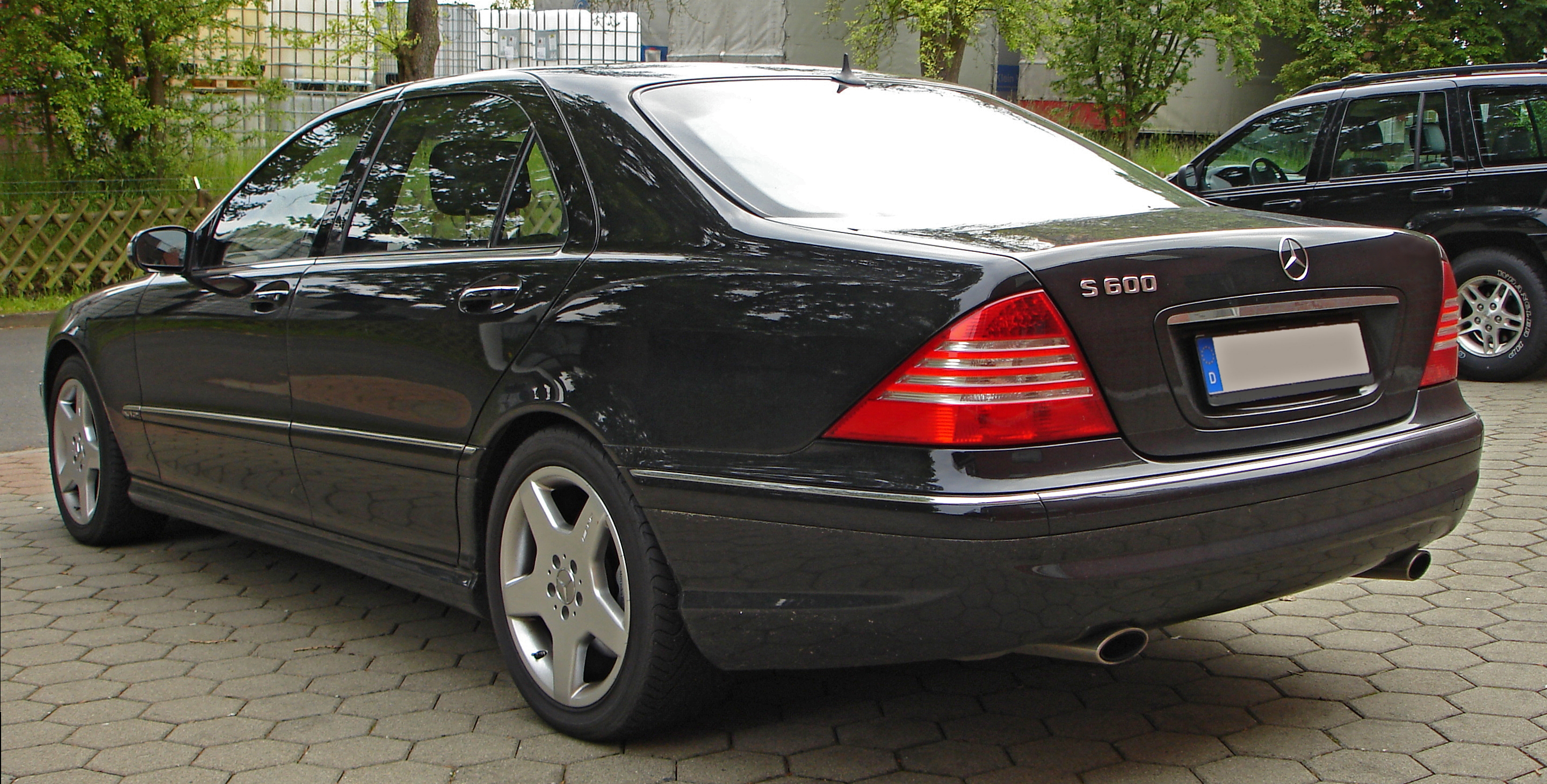
مرسيدس بنز S 600 بقاعدة عجلات طويلة (أوروبا)

## الجيل الخامس W221 (2006–2013)

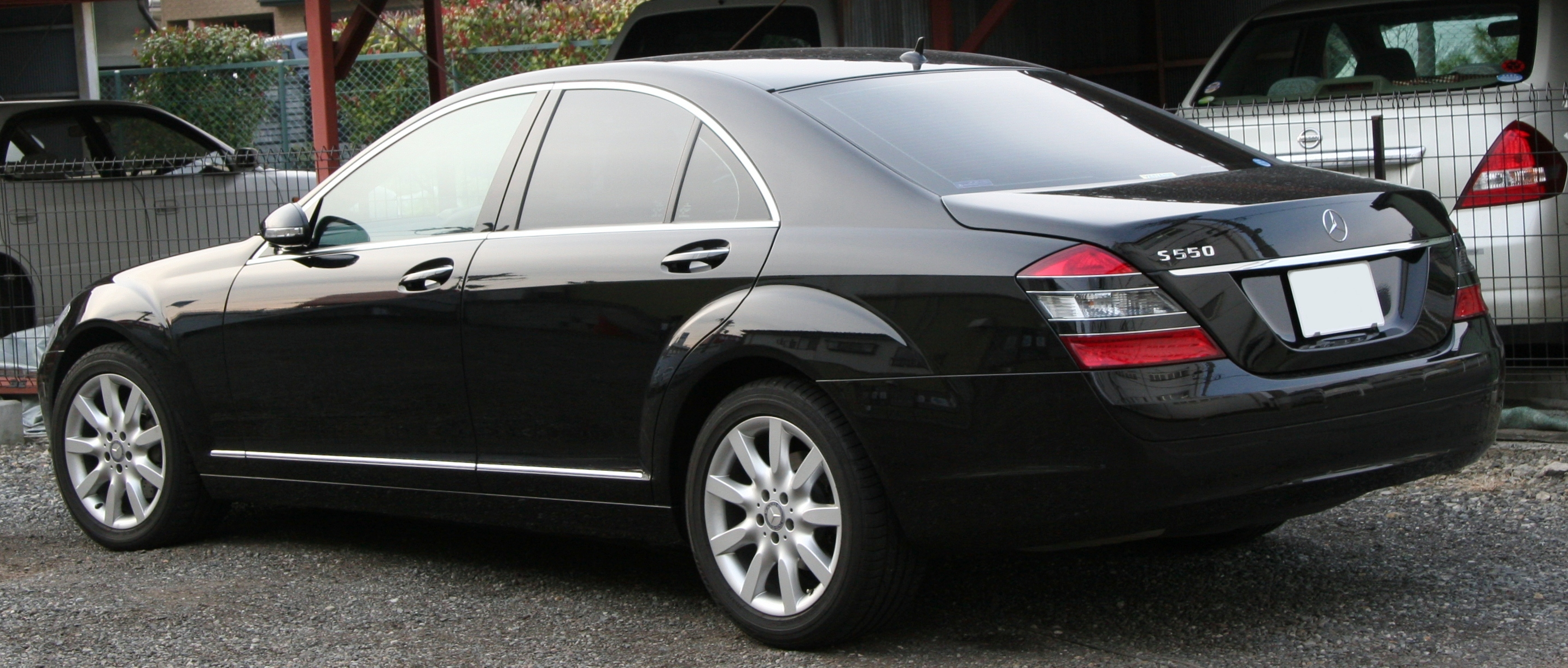
مرسيدس بنز S 550 بقاعدة عجلات قصيرة (اليابان)

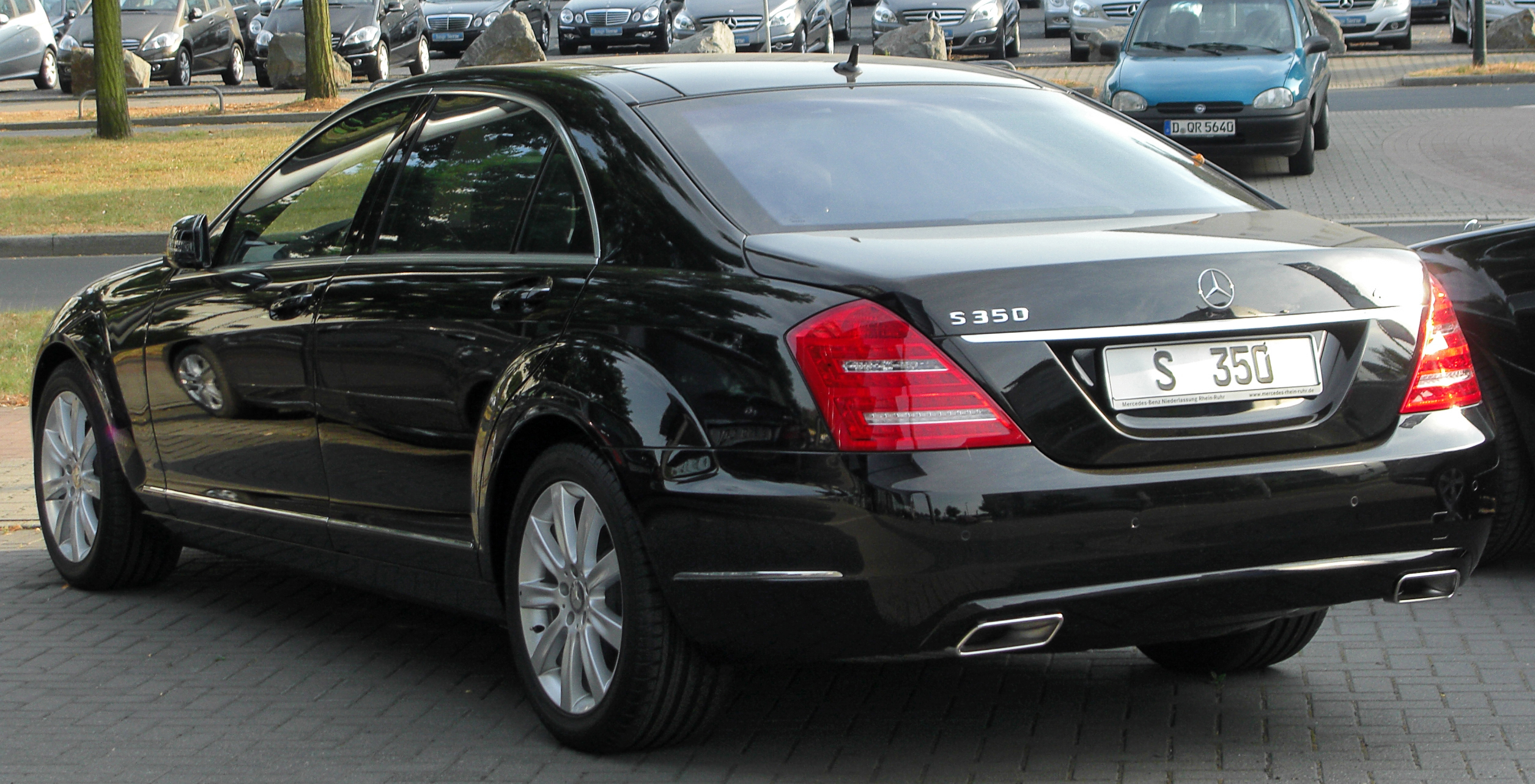
مرسيدس بنز S 350 4MATIC بقاعدة عجلات طويلة (أوروبا)

## الجيل السادس W222/C217/A217 (2014–الوقت الحاضر)

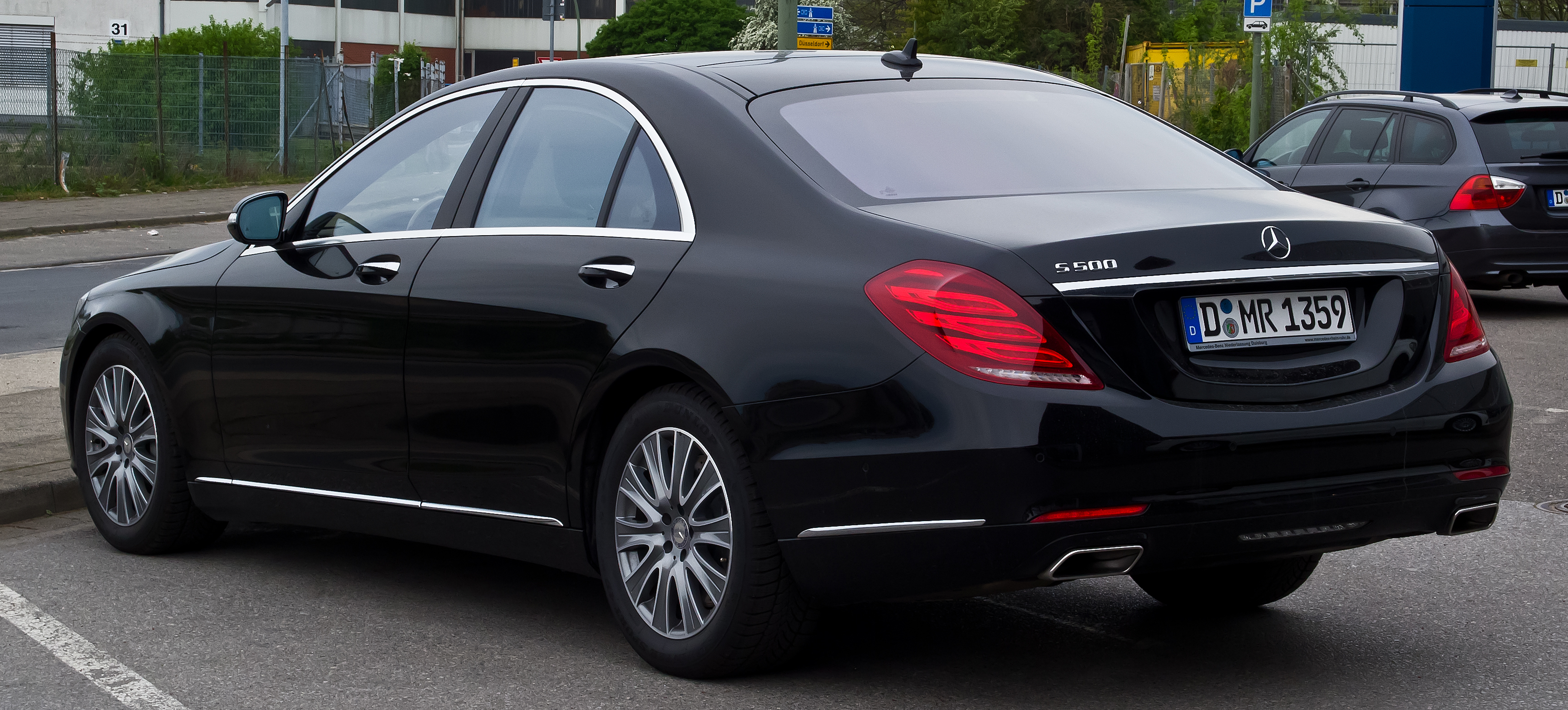
مرسيدس بنز S 500 بقاعدة عجلات قصيرة (ألمانيا)

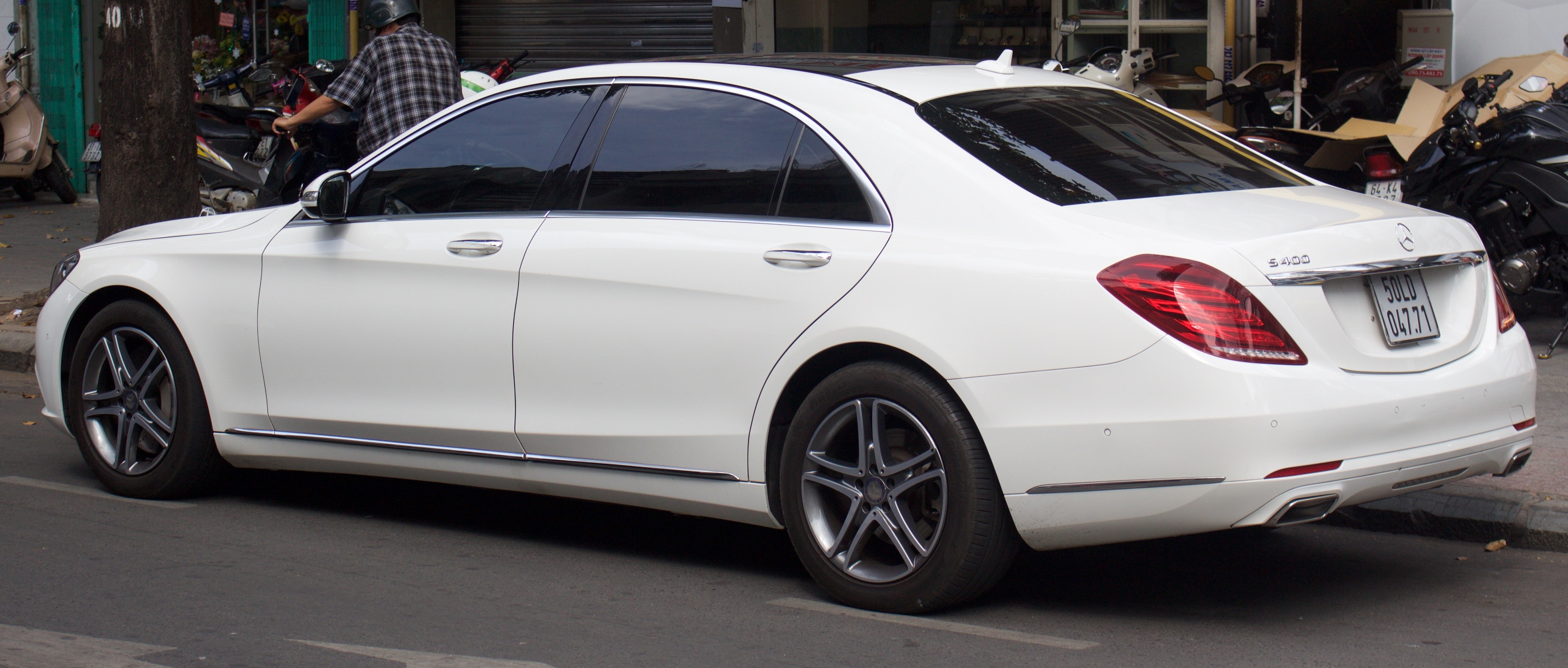
مرسيدس بنز S 400 بقاعدة عجلات طويلة (فيتنام)

## مرسيدس الفئة إس 65 إيه إم جي
مرسيدس بنز إس 65 إيه إم جي 2010 كلا طرازيّ (إس كلاس إيه إم جي) يتمتّع بالتميّز والديناميكية مع التفوّق والتقنيات المتطوّرة وأكثر؛ ولكنّ (إس 65 إيه إم جي) تتمتّع بتفوّق أكبر، فمحركها (V12) ذو سعة 6 لتر والمزوّد بشاحن توربيني مزدوج يولّد قوّة قصوى تبلغ 612 حصان وعزم دوران يبلغ 1000 نيوتن/م، ويتسارع بالسيّارة من سرعة 0 إلى 100 كم/س في 4.4 ثانية.

## مرسيدس إس كلاس
في شهر مايو من عام 2013 كشفت شركة مرسيدس بنز الألمانية عن الجيل الجديد كلياً من سيارتها إس كلاس، والتي لا تعد أفضل سيارة بالعالم فحسب، وإنما الأذكى أيضاً، حيث تتضمن هذه السيارة الفارهة العديد من الأنظمة المتطورة التي لاتجدها ضمن منافساتها من السيارات الألمانية تحديداً، مثل بي إم دبليو الفئة السابعة، وأودي إيه 8.
يعكس الشكل الخارجي لطراز إس كلاس الجديدة كلياً، نظرة شركة مرسيدس للسيارات الفارهة والمتطورة مع المحافظة على الملامح الخارجية التي تميز هذه العلامة المميزة، حيث تتمتع إس كلاس الجديدة كلياً بالشبك الأمامي المعروف في طرازات مرسيدس وأضواء أمامية مثيرة وجذابة تعمل بالكامل بخاصية LED النهارية، بالإضافة إلى صادم أمامي رياضي يحتوي على فتحات تهوية للمحرك والمكابح. وتتميز جوانب إس كلاس بخطوط انسيابية بارزة تمتد من أقواس العجلات الأمامية إلى أقواس العجلات الخلفية.
تتميز مقصورة مرسيدس إس كلاس بتصميم لايقل أناقة وفخامة عن الشكل الخارجي، حيث زودت بإضاءة محيطية رائعة تشتمل على 300 ضوء LED، وفتحة سقف بانورامية وعجلة قيادة متعددة الوظائف من الجلد والخشب تمكنك من التحكم بالعديد من وظائف السيارة، ولوحة عدادات رقمية طولية تعرض أهم وظائف السيارة للسائق أثناء القيادة، تتصل بها شاشة كبيرة أخرى تعمل على عرض الأنظمة المعلوماتية والترفيهية للسيارة، ويتم التحكم بها من خلال أداء تحكم اسفل الكونسول الوسطي تحيط بها عدة أزرار للتحكم بنظام الملاحة والراديو والوسائط المتعددة بالإضافة إلى عدد من أزرار التحكم بأنظمة القيادة.
أما المقصورة الخلفية في طراز مرسيدس إس كلاس فتتميز بمقاعد جلدية فاخرة ذات تعديل كهربائي ومزودة بخاصية التدفئة والتبريد وخاصية المساج ENERGIZING المتطورة التي تعمل وفقاً لمبدأ الأحجار الساخنة والاهتزاز النشط في المقاعد.كما وتتميز أس كلاس الجديدة كلياً بوجود كونسول وسطي اختياري مزود بحاملات أكواب تستخدم تقنية Peltier لتبريد أو تسخين المشروبات، بالإضافة إلى طاولتين يمكن فتحهما واغلاقهما بسهولة لمزيد من الراحة.
ومن الأنظمة المتطورة المتوفرة في طراز مرسيدس إس كلاس نظام تثبيت السرعة DISTRONIC PLUS مع مساعد التوجيه، ونظام مساعد الكوابح BAS PLUS مع قدرة الكشف عن السيارات والمشاة أمام المركبة، وتعزيز قدرة الكوابح وفقاً للوضع، والنظام المساعد الفعّال للحفاظ على المسارActive Lane Keeping Assist ونظام مساعد الضوء العالي المتكيف Adaptive Highbeam Assist ومساعد الرؤية الليلية Night View Assist Plus بالإضافة إلى نظام ATTENTION ASSIST الذي يحذر السائق في حال تشتت الانتباه أو النعاس ضمن مجموعة من نطاقات السرعة، ويقوم بإعلام السائق بمستوى الإرهاق ووقت القيادة الذي مرّ منذ آخر استخدام للكوابح.
وأخيراً نظام التحكم السحري بالهيكل MAGIC BODY CONTROL، فإذا كشف نظام مسح سطح الطريق عن وجود سطح غير منتظم من خلال الكاميرا المثبتة على المرآة الوسطية، يقوم النظام على الفور بضبط التعليق بشكل يتيح التعامل مع مختلف أنواع الطرق.

## روابط مفيدة
- موقع مرسيدس-بنز الرسمي
- معلومات عن طراز إس 65 إيه إم جي